# Le Processus de paix
Pour plus de détails, voir Fiche technique et Distribution.
Le Processus de paix est un drame romantique français d'Ilan Klipper sorti en 2023.

## Synopsis
Quand on s’aime mais qu’on ne se supporte plus, qu’est-ce qu’on fait ? 
Marie et Simon sont profondément amoureux, malgré les disputes constantes dans leur vie de couple. Lui est professeur d’histoire du conflit israélo-palestinien à la fac, projetant quelquefois les démêlés de son couple dans son cours, elle est animatrice de "Point G", une émission de radio féministe traitant de sexualité, sur Radio Active. Pour ne pas se séparer, ils se lancent dans une aventure un peu folle : établir une liste de règles qu’ils devront suivre coûte que coûte. Ils l’appellent la charte Universelle des droits du couple,.

## Fiche technique
Sauf indication contraire, les informations mentionnées dans cette section peuvent être confirmées par les bases de données cinématographiques IMDb et Allociné,  présentes dans la section « Liens externes ».
- Titre original : Le Processus de paix
- Réalisation : Ilan Klipper
- Scénario : Ilan Klipper et Camille Chamoux
- Musique : Frank Williams
- Décors :
- Costumes : Constance Allain
- Photographie : Lazare Pedron
- Montage :
- Son : Julien Roig
- Production : Julien Deris, Jean-Luc Ormières et David Gauquié
- Sociétés de production : Cinéfrance Studios et France 2 Cinéma
- Sociétés de distribution : Le Pacte
- Pays de production :  France
- Langue originale : français
- Format : couleur — 1,85:1
- Genre : Drame romantique
- Durée : 92 minutes
- Dates de sortie :
  - France : 
    - 14 décembre 2022 (Les Arcs)
    - 14 juin 2023 (en salles)
- Classification[3] :
  - France : tous publics

## Distribution
Sauf indication contraire ou complémentaire, les informations mentionnées dans cette section proviennent du générique de fin de l'œuvre audiovisuelle présentée ici.
- Camille Chamoux : Marie
- Damien Bonnard : Simon
- Ariane Ascaride : Michèle, la mère de Simon
- Sabrina Seyvecou : Esther, la soeur de Simon
- Sofian Khammes : Jérôme
- Jeanne Balibar : Nadia
- Quentin Dolmaire : Nathan
- Laurent Poitrenaux : Bruno
- Léonie Simaga : Aïssa
- Jean-Paul Bezzina : Boris
- Inga Koller : Inge
- Frank Williams : Mickaël
- Cyril Gueï : Jackson
- Mathieu Bisson : Raphaël
- Caroline Ducey : Florence Roussel, l'invitée radio